# فینال جام برندگان جام آسیا ۱۹۹۹
فینال جام برندگان جام آسیا ۹۹–۱۹۹۸ مسابقه فینال نهمین دوره جام برندگان جام آسیا بود که در سال ۱۹۹۹ برگزار شد و تیم الاتحاد به مقام قهرمانی دست یافت.

## مسابقه
| الاتحاد                                | ۳–۲ (و.ا) | چونام دراگونز         |
| -------------------------------------- | --------- | --------------------- |
| احمد بهجا ۱۰' (پ.) '۱۰۵ · محمد نور ۸۴' |           | روه سانگ-رائه ۱۴' ۷۰' |